# Union (hrabstwo Waupaca)
Union – miasto w Stanach Zjednoczonych, w stanie Wisconsin, w hrabstwie Waupaca.